# Zbigniew Ciesielski

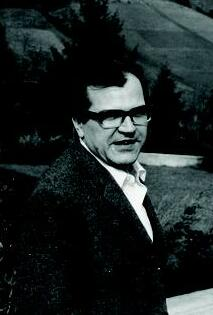
Zbigniew Ciesielski

Zbigniew Ciesielski (* 1. Oktober 1934 in Gdynia, Polen; † 5. Oktober 2020) war ein polnischer Mathematiker.
Ciesielski wurde 1960 mit der Dissertation: O rozwinięciach ortogonalnych prawie wszystkich funkcji w przestrzeni Wienera (Über Orthogonalentwicklungen fast aller Funktionen im Wiener-Raum) bei Władysław Orlicz an der Adam-Mickiewicz-Universität Posen promoviert.
Seit 1969 war er Professor am mathematischen Institut der Polnischen Akademie der Wissenschaften und seit 1973 Mitglied der Akademie. Er war von 1981 bis 1983 Präsident der polnischen mathematischen Gesellschaft.
Ciesielskis Hauptarbeitsgebiete waren die Funktionalanalysis, insbesondere Schauderbasen in Banachräumen, und die Wahrscheinlichkeitstheorie, hier insbesondere die Theorie der brownschen Bewegung.
Zbigniew Ciesielski erhielt 1964 den Stefan-Banach-Preis und wurde 1992 mit der Stefan-Banach-Medaille ausgezeichnet.
Zu seinen Doktoranden gehörte Jerzy Zabczyk und Stanisław Kwapień.